# カペー四重奏団

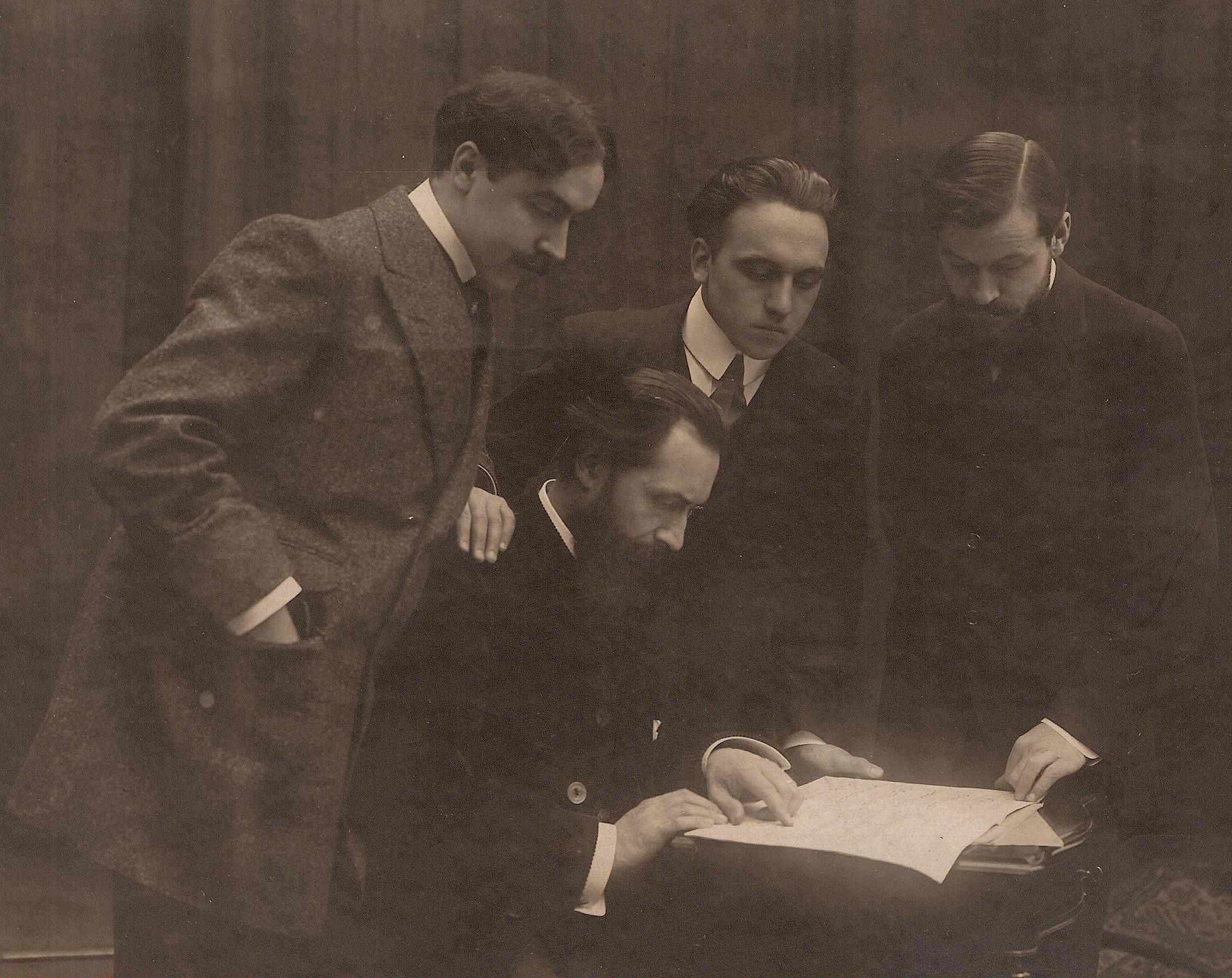
左からアンリ・カサドシュ、ルシアン・カペー、マルセル・カサドシュ、モーリス・ヒューイット

カペー四重奏団(仏: Quatuor Capet 英: Capet Quartet)は、1893年に設立されたフランスの弦楽四重奏団で、1928年頃まで存在した。数多くの録音が残されており、当時の主要な弦楽四重奏団の一つとみなされている。

## メンバー
カペー四重奏団のメンバーはかなり頻繁に変更されており、さまざまな情報源では異なる報告がなされている。当初のラインナップにはジロン（Giron）という名前の奏者が含まれていたようで、最初の10年間は著名なピアニスト、ロベール・カサドシュの叔父であるアンリ・カサドシュとマルセル・カサドシュがグループ内でヴィオラとチェロを演奏し、しばしばカサドシュ家でリハーサルを行った。
1903年のメンバー
第1ヴァイオリン：リュシアン・カペー
第2ヴァイオリン：アンドレ・トゥーレ
ヴィオラ：ルイ・バイリー
チェロ：ルイ・アッセルマン
1910年までに設立され、1920 年代まで残り、1928年に著名な録音を行った。
第1ヴァイオリン：リュシアン・カペー 
第2ヴァイオリン：モーリス・エウィット
ヴィオラ：アンリ・ブノワ
チェロ：カミーユ・デロベル
カペー四重奏団は、リュシアン・カペーが1928年に急逝したため終焉を迎えた。

## 経歴
リュシアン・カペーはパリ音楽院でモランの弟子であり、特にラムルー・コンサートなどでソリストとして広く出演した。そして1899年から1903年までボルドー音楽院で教鞭をとり、1907年からパリで教鞭を執り、3つの弦楽四重奏曲と弓の芸術に関する作品を書いた。ルイ・アッセルマンは、1893年にパリ音楽院で一等賞を受賞し、ラムルー・コンサートのチェロ奏者となり、指揮者でもあった。
1924年には、四重奏団は主にベートーヴェンのレパートリーの演奏に専念したが、毎年数回は現代音楽の演奏も行っていたと言われている。
1928年のカペーの死後は、エウィットが第1ヴァイオリンを担当し、新たに第2ヴァイオリン奏者を補充した「エウィット四重奏団」として1943年まで活動を続けた。

## 録音
- Beethoven: Quartet in A major op 18 no 5 (Columbia Records, D 1659-62); recorded 1928 10 05.
- Beethoven: Quartet in F major op 59 no 1 (Col. D 15065-70); recorded 1928 06 15.
- Beethoven: Quartet in E flat major 'Harp', op 74 (Col., D 15061-64; L 2248-51); recorded 1928 06 21+22.
- Beethoven: Quartet in C sharp minor, op 131 (Col., D 15097-15101; L 2283-87); recorded 1928 10 05+08.
- Beethoven: Quartet in A minor, op 132 (Col., D 15114-8; L 2272-76); recorded 1928 10 05,09,10.
- Mozart: Quartet in C major K 465 (Col., D 15110-3; L 2290-93); recorded 1928 10 11.
- Schumann: Quartet in A minor op 41 no 1 (Col., D 15107-9; L 2329-31); recorded 1928 10 03.
- Debussy: Quartet in G minor op 10 (1893) (Col., D 15085-8); recorded: 1928 06 10-12.
- Franck: Quintet in F minor, with Marcel Ciampi (pno) (Col., D 15102-6); recorded 1928 10 10+15.
- Haydn: Quartet in D major op 64 no 5 'Lark' (Col., D 13070-2); recorded 1928 10 03.
- Ravel: Quartet in F major (Col., D 15057-60); recorded 1928 06 15+19.
- Schubert: Quartet in D minor 'Death and the Maiden' (Col. D 15053-6); recorded 1928 06 19+21.